# Katholische Jugend im Bistum Fulda

„Ja zur Kirche“ Aufkleber der KJF

Die Katholische Jugend im Bistum Fulda (KJF) ist ein römisch-katholischer Jugendverband im Bistum Fulda. Er wurde 1988 von Erzbischof Johannes Dyba gegründet, um ein Gegengewicht zum Bund der Deutschen Katholischen Jugend (BDKJ) und seinen Mitgliedsorganisationen zu schaffen.

## Organisation
Die KJF ist im Bistum Fulda als Träger kirchlicher Jugendarbeit anerkannt und unterstützt die Jugendarbeit in den Pfarreien vor Ort. Der Verband wirkt ergänzend zu den BDKJ-Verbänden.
2024 hat die KJF circa 350 Mitglieder, während der Diözesanverband des BDKJ etwa 6800 Kinder und Jugendliche erreicht.

## Geschichte
Hintergrund der Gründung war der Wunsch nach einem vom Bistum geleiteten Jugendverband, der unpolitisch ist und die katholischen Glaubensinhalte klar vertritt – der BDKJ wurde von Dyba als zu politisch empfunden und wich nach seiner Meinung mit einigen Positionen von der katholischen Glaubenslehre ab. Die Gründung des Verbandes war neben der Streichung der Zuschüsse für den BDKJ im Jahr 1989 Höhepunkt dieser Auseinandersetzung. Trotz einer intensiven Pressebegleitung hatte die Gründung allerdings nicht die erhoffte bundesweite Signalwirkung zum Aufbau einer alternativen katholischen Jugendstruktur.

## Vorstand
Die KJF wird geleitet von einem ehrenamtlichen Vorstand, der alle drei Jahre neu gewählt wird. Im September 2024 wurde der aktuelle Vorstand gewählt. Dieser besteht aus Maryan Fetyan, Kira Vitrant und Lena Franzke. Unterstützt wird der Vorstand durch einen Referenten in der KJF-Diözesanstelle und geistlich begleitet durch einen Priester als KJF-Präses. Dieses Amt hat Togar Pasaribu inne.